# Šumska iglica
Šumska iglica (iglica šumska, ždralica četverosrha, lat. Geranium sylvaticum), vrsta dvosupnice iz roda iglica, porodica iglicovke. Raširena je po Europi (uključujući Hrvatsku) i središnjoj, zapadnoj i jugozapadnoj Aziji.